# دشيرة قرفية
دشيرة قرفية (الاسم العلمي: Dasychira cinnamomea) هي نوع من الحشرات تتبع جنس الدشيرة من الفصيلة الأربوسية.